# Michael Kostroff
Michael Kostroff (New York, 22 mei 1961) is een Amerikaans acteur.

## Filmografie

### Films
Uitgezonderd korte films.
- 2023 Chupa - als Taylor
- 2023 Maybe I Do - als Manny
- 2022 Pinball: The Man Who Saved the Game - als voorzitter Warner
- 2019 Standing Up, Falling Down - als rabbijn
- 2018 The Plot Against America - als Shepsie Tirchwell
- 2018 Most Likely to Murder - als oom Fred
- 2018 Tommy Battles the Silver Sea Dragon - als openbaar aanklager
- 2017 Molly's Game - als Louis Butterman
- 2017 The Wizard of Lies - als Peter Madoff
- 2016 Norman: The Moderate Rise and Tragic Fall of a New York Fixer - als Steve Goldfarb
- 2016 Hard Sell - als mr. Harrison
- 2016 Tommy Battles the Silver Sea Dragon - als advocaat van de verdediging
- 2014 Other Plans - als Louis
- 2014 Best Man in the Dark - als Ricky Feruci
- 2011 Hit List – als mr. Weller
- 2008 Eagle Eye – als juwelier
- 2008 Dan's Detour of Life – als Dan Ford
- 2001 Marco Polo: Return to Xanadu – als Kubla Khan (stem)
- 2001 Surviving Gilligan's Island: the Incredibly True Story of the Longest Three Hour Tour in History – als editor
- 2001 The Trumpet of the Swan – als ober (stem)
- 2000 Behind the Seams – als ober
- 1998 Restons groupés – als man
- 1998 Blunt – als rechercheur Prang
- 1997 Liar Liar – als advocaat in conferentiekamer
- 1989 Return from the River Kwai – als radioman in duikboot
- 1980 The Dream Merchants – als officier van justitie in Brooklyn

### Televisieseries
Uitgezonderd eenmalige gastrollen.
- 2023 Platonic - als Frank Schaeffer - 2 afl.
- 2022 Animal Kingdom - als David - 2 afl.
- 2018-2021 Billions - als Mick Nussfaur - 3 afl.
- 2011-221 Law & Order: Special Victims Unit - als Evan Braun - 8 afl.
- 2020 The Plot Against America - als Shepsie Tirchwell - 6 afl.
- 2017-2018 The Deuce - als Rizzi - 8 afl.
- 2018 Indoor Boys - als Richard - 3 afl.
- 2016 Luke Cage - als dr. Noah Burstein - 4 afl.
- 2013-2016 The Good Wife - als Charles Froines - 4 afl.
- 2015 Deadbeat - als Barrold Weinbergerstein - 3 afl.
- 2015 The Blacklist - als Martin Wilcox - 4 afl.
- 2014 F to 7th - als Mike - 2 afl.
- 2012 Damages – als rechter Richard Gearheart – 5 afl.
- 2009-2010 Sonny with a Chance – als Marshall Pike – 14 afl.
- 2002-2008 The Wire – als Maurice Levy – 25 afl.
- 2006 Studio 60 on the Sunset Strip – als David Langenfeld – 2 afl.
- 2006 The Closer – als Dr. Aaron Sands – 2 afl.
- 2005-2006 Veronica Mars – als mr. Pope – 2 afl.
- 2005-2006 Boston Legal – als dr. David Cannon – 2 afl.
- 2001-2003 The King of Queens – als mr. Thompson – 3 afl.
- 2000-2001 The Geena Davis Show – als mr. Kern – 3 afl.
- 1999 Port Charles – als Johnny LaLa - ? afl.
- 1997-1998 NewsRadio – als Carl – 2 afl.
- 1995 General Hospital – als Francis - ? afl.

- Gemeinsame Normdatei: 131434330
- Library of Congress Control Number: no2002037915
- Nationale Bibliotheek van Israël: 987007352029805171
- Virtual International Authority File: 72524537
- WorldCat: E39PBJcWpbqHfj4T6qDgRk4Xh3